# Heterothrips lasquerellae
Heterothrips lasquerellae är en insektsart som beskrevs av Ian A. Hood 1939. Heterothrips lasquerellae ingår i släktet Heterothrips och familjen Heterothripidae. Inga underarter finns listade i Catalogue of Life.